# Notariatas
Der Notariatas ist eine juristische Fachzeitschrift über Notare und Notariat in Litauen. Sie wird von Notarų rūmai in Vilnius herausgegeben und ist eine Fachzeitschrift für das gesamte Notariatswesen mit Schwerpunkt auf den Gebieten: Erbrecht,
Sachenrecht, Gesellschaftsrecht, Grundbuchsrecht, Verfahren außer Streitsachen, Gebühren. Es gibt Printexemplare (2 Hefte jährlich in halbjährlichen Abständen).  Sie erscheint ab 2007 (mit ISSN). Der Umfang ist 65 Seiten.